# Petr Nedvěd
Petr Nedvěd (ur. 9 grudnia 1971 w Libercu) – czeski hokeista, reprezentant Kanady i Czech, dwukrotny olimpijczyk. Posiada także obywatelstwo kanadyjskie.

## Kariera
- HC Litvínov U20 (1988-1989)
- Seattle Thunderbirds (1988-1990)
- Vancouver Canucks (1990-1993)
- St. Louis Blues (1993-1994)
- Team Canada (1993-1994)
- New York Rangers (1994-1995)
- Pittsburgh Penguins (1995-1997)
- Sparta Praga (1997)
- Bílí tygři Liberec (1997)
- HC Novy Jicin (1997)
- Las Vegas Thunder (1997-1998)
- New York Rangers (1998-2004)
  -  Bílí tygři Liberec (2001)
- Edmonton Oilers (2004)
- Sparta Praga (2004-2005)
- Phoenix Coyotes (2005)
- Philadelphia Flyers (2005-2007)
- Philadelphia Phantoms (2005-2007)
- Edmonton Oilers (2007)
- Sparta Praga (2007-2008)
- Bílí tygři Liberec (2008-2014)

Wychowanek klubu HC Litvínov. Od 2008 po raz trzeci w karierze zawodnik Bílí tygři Liberec. Kapitan tej drużyny. W sierpniu 2012 przedłużył kontrakt z klubem. W czerwcu 2013 ponownie przedłużył kontrakt o rok. W marcu 2014 po sezonie 2013/2014 poinformował o zakończeniu kariery.
Na początku kariery reprezentował barwy Kanady. Wziął udział w zimowych igrzyskach olimpijskich 1994. Dwa lata później już w barwach Czech w Pucharze Świata 1996. Wielokrotny reprezentant tego kraju. Uczestniczył w turnieju mistrzostw świata w 2012 oraz zimowych igrzysk olimpijskich 2014.

## Sukcesy
Reprezentacyjne
- Srebrny medal zimowych igrzysk olimpijskich: 1994 z Kanadą
- Brązowy medal mistrzostw świata: 2012 z Czechami

Klubowe
- Pierwsze miejsce w dywizji NHL: 1993 z Vancouver Canucks
- Finał Pucharu Mistrzów: 2008 ze Spartą Praga

Indywidualne
- Sezon 1989/1990:
  - Najlepszy pierwszoroczniak ligi CHL
  - Najlepszy pierwszoroczniak ligi WHL - Jim Piggott Memorial Trophy
- Ekstraliga czeska w hokeju na lodzie (2011/2012):
  - Pierwsze miejsce w klasyfikacji asystentów w sezonie zasadniczym: 37 asyst
  - Pierwsze miejsce w klasyfikacji kanadyjskiej w sezonie zasadniczym: 61 asyst
  - Hokeista sezonu czeskiej ekstraligi
- Mistrzostwa Świata w Hokeju na Lodzie 2012/Elita:
  - Pierwsze miejsce w klasyfikacji zwycięskich goli: 2 (ex aequo)
- Karjala Cup 2012:
  - Skład gwiazd turnieju
- Euro Hockey Tour 2011/2012:
  - Pierwsze miejsce w klasyfikacji strzelców całego cyklu: 6 goli